# Klemens VII (antypapież)
Klemens VII (właśc. Robert de Genève, Robert z Genewy; ur. w 1342 w Genewie lub Annecy, zm. 16 września 1394 w Awinionie) – antypapież obediencji awiniońskiej w okresie od 20 września 1378 do 16 września 1394.

## Życiorys
Był synem hrabiego Genewy Amadeusza III i Marii z Boulogne. Kształcił się na uniwersytecie paryskim w Paryżu. Następnie był kanonikiem katedry Notre Dame, kanclerzem biskupa Amiens. Od 1359 protonotariuszem apostolskim i familiarzem papieża. W 1361 wybrany biskupem Thérouanne, od 1368 biskup Cambrai, w 1371 mianowany kardynałem prezbiterem z kościołem tytularnym Dwunastu Apostołów w Rzymie.
Dyplomata i dowódca Państwa Kościelnego. Papież Grzegorz XI powierzył mu funkcję legata na terenie północnych Włoch oraz organizowanie wojsk zaciężnych przeciw władcom Mediolanu, Viscontim i Florencji. Robert z Genewy wspólnie z kardynałem Francesco Tebaldeschi zwerbował wojska zaciężne pod dowództwem kondotiera Johna Hawkwooda, które zdobyły Bolonię, a 3 lutego 1377 dokonały rzezi ludności miasta Cesena (po zdobyciu miasta, nieprzychylni kardynałowi, nadali mu przydomek Rzeźnika z Ceseny). Otworzyło to drogę do powrotu papieża do Rzymu.
Podczas konklawe w Rzymie po śmierci Grzegorza XI doszło do zamieszek ulicznych. Rzymianie w obawie, że kolejny papież ponownie zdecyduje się wyjechać z Państwa Kościelnego domagali się od elektorów, aby wybrali Włocha. Naciski tłumu, a także incydent z zakłóceniem porządku obrad zgromadzenia przez zbrojną bandę, która wdarła się na elekcję spowodowały, że część kardynałów nie uznała ważności wyboru Urbana VI. Urban VI, aby pojednać się z opozycją zwołał konsystorz do Anagni. Podczas jego obrad miano zadecydować o legalności wyboru nowego papieża. 2 sierpnia 1378 kardynałowie wydali oświadczenie, w którym uznali, że konklawe rzymskie z kwietnia 1378 jest nieważne, gdyż wybór został przeprowadzony pod naciskiem i groźbą ze strony tłumu. 9 sierpnia 1378 kardynałowie francuscy będący główną siłą opozycji wobec Urbana VI wezwali go do abdykacji. Nie widząc żadnej reakcji ze strony papieża opuścili Anagni i przenieśli się do Fondi. Tam pod ochroną księcia Onorato Caetaniego zwołali nowe konklawe i 20 września 1378 roku wybrali antypapieżem kardynała Roberta de Genève, który, pomimo iż początkowo wspierał kanoniczny wybór Bartolomeo Prignano, z czasem przeszedł do obozu sceptyków i stanął na czele buntu kardynałów. Kuria Rzymska uznała ważność wyboru Klemensa VII i wypowiedziała posłuszeństwo Urbanowi VI. 31 października 1378 antypapież został koronowany. Pontyfikat ten stał się początkiem Wielkiej Schizmy Zachodniej, której kres przyniosły dopiero sobory powszechne z XV wieku.
Antypapież Klemens VII ekskomunikował papieża Urbana VI i rozpoczął wojnę celem zagarnięcia Rzymu. Wojska papieża zwyciężyły jednak armię antypapieża pod Marino, zajęły Zamek Świętego Anioła i przejęły kontrolę nad Rzymem. Klemens VII wycofał się do Neapolu, a w czerwcu 1379 udał się do Awinionu. Wkrótce potem antypapieża poparły Francja, Burgundia, Sabaudia, Szkocja, Kastylia i Aragonia. Po stronie Urbana stanęły Niemcy, Anglia, Dania, Węgry, kraje skandynawskie i Polska. We Francji jako kuzyn króla, Klemens cieszył się opieką i bezpieczeństwem. Wiódł życie wystawne, otaczając się przepychem, co zmusiło go do nałożenia wysokich podatków. Zwołał jedenaście konsystorzy, na których powołał ponad trzydziestu kardynałów, głównie Francuzów; przyjął także dwóch kardynałów rzymskich, zrażonych okrucieństwem Urbana. Prowadził kampanię na rzecz zdobycia Rzymu i wygnania prawowitego papieża (zdobył wpływy m.in. w południowych Włoszech, Neapolu i Lombardii). Był przekonany o ważności swojego wyboru i nie wykazywał najmniejszej ochoty do zakończenia schizmy.
Zmarł rażony apopleksją. Pierwotnie pochowany został w katedrze w Awinionie. W 1401 szczątki Klemensa VII zostały przeniesione do kościoła celestynów w Awinionie. Po śmierci jego następcą wybrany został kardynał Pedro de Luna, który przyjął imię pontyfikalne Benedykt XIII.